# ۵۵۷ (میلادی)
۵۵۷ (میلادی) پانصد و پنجاه و هفتمین سال تقویم میلادی است.

## درگذشتگان
‎